# English Bay

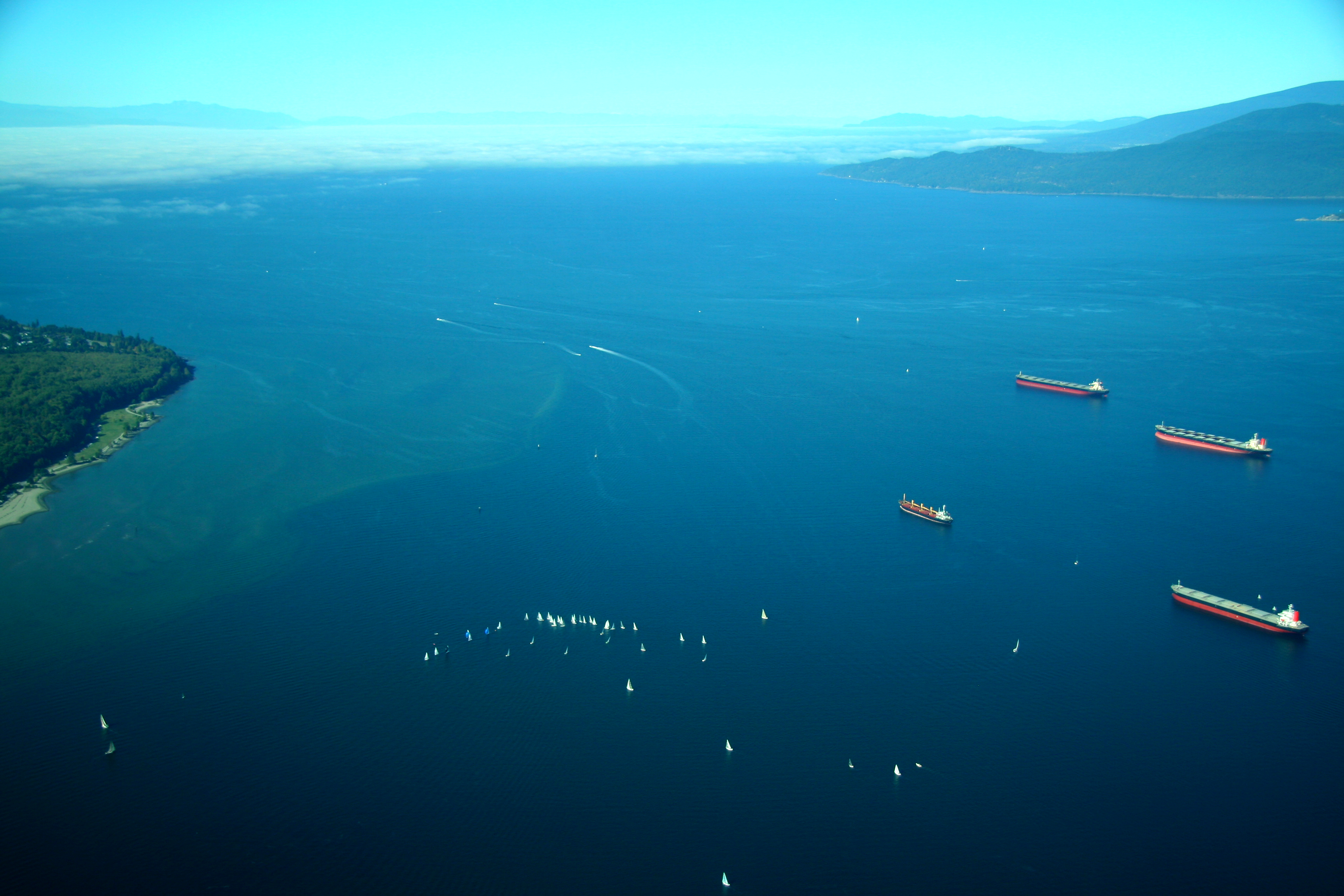
Luftbild mit Blick aus der Bucht raus

English Bay (deutsch Englische Bucht) ist eine Bucht vor der kanadischen Stadt Vancouver. Sie liegt unmittelbar westlich des Stadtzentrums und ist Teil der Straße von Georgia. Nach Nordosten wird sie durch den Burrard Inlet und nach Südosten durch den False Creek fortgesetzt.
Die Bucht und der Küstenabschnitt der Spanish Banks wurden in Gedenken an das Zusammentreffen der  englischen Expedition unter George Vancouver mit der spanischen Expedition unter Dionisio Alcalá Galiano und Cayetano Valdés y Flores im Jahr 1792 so benannt.
Der unmittelbar beim West End gelegene Strand English Bay Beach ist der beliebteste in der Nähe des Stadtzentrums. Andere Strände am Ostufer sind Sunset Beach, Second Beach und Third Beach. Am Südufer befinden sich die Strände Kitsilano Beach, Jericho Beach, Spanish Bank und Locarno Beach.
English Bay ist Schauplatz zahlreicher kultureller Veranstaltungen. Die Celebration of Light ist ein weltbekannter Feuerwerk-Wettkampf, der jeden Sommer während zwei Wochen stattfindet, üblicherweise die letzte Juli- und die erste Augustwoche. Dabei handelt es sich um die größte Feuerwerkveranstaltung der Welt. Am Neujahrstag findet jeweils der Polar Bear Swim statt, wenn sich Hunderte von Schwimmern in die kalten Fluten stürzen, im Sommer die Gay-Pride-Parade.
In der Bucht ankern oft große Frachtschiffe und warten auf eine Passage in den Burrard Inlet, wo sich Kaianlagen des Vancouver Hafens befinden.
Die rechtliche Stellung der Bucht ist bis heute nicht geklärt, denn sie wird als Teil ihres traditionellen Gebiets von den Squamish nach wie vor beansprucht.
Das 2005 entworfene Logo der Olympischen Winterspiele 2010 stellt einen Inuksuk dar und trägt den Namen Ilaanaq (Inuktitut für „Freund“). Ein ähnlicher Inuksuk befindet sich seit der Expo 86 am Strand von English Bay.

## Bilder-Galerie

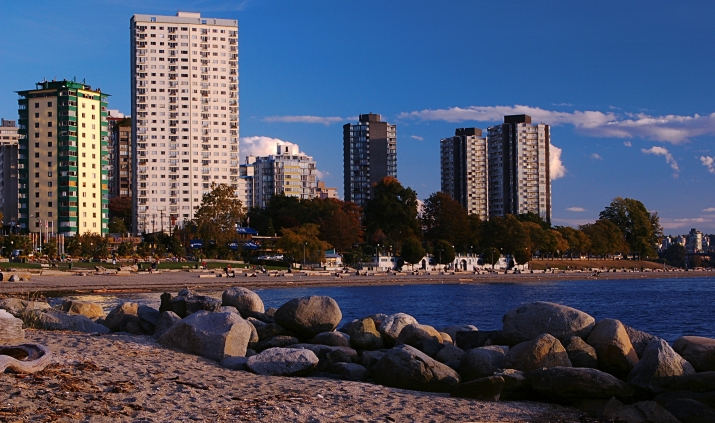
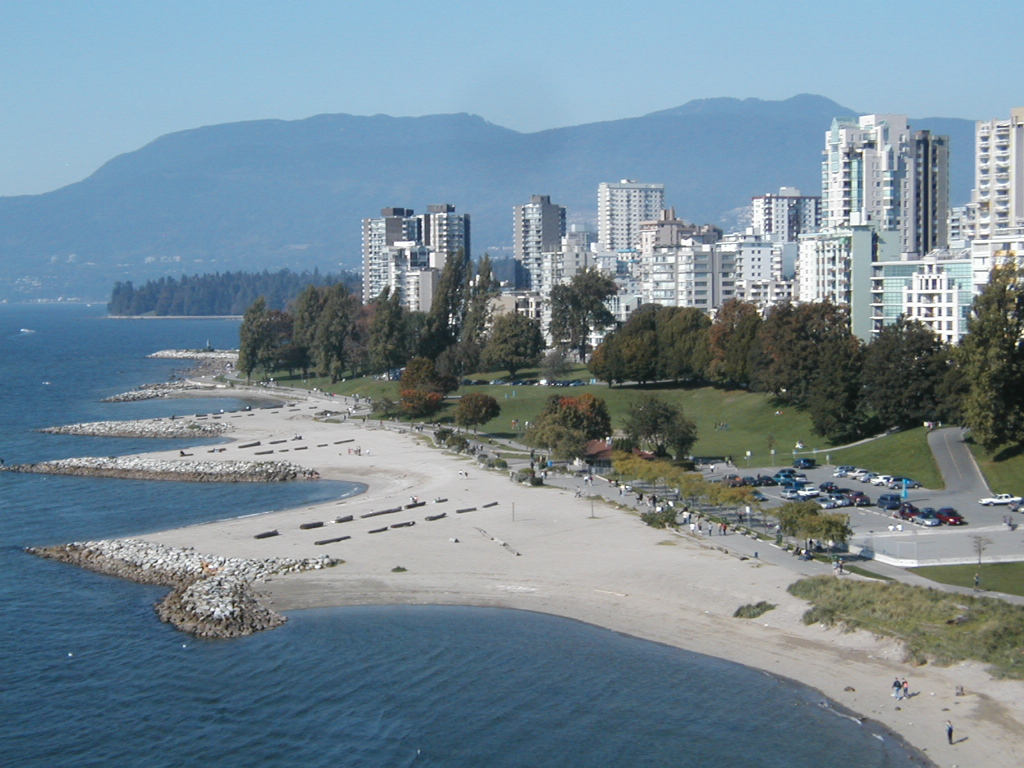
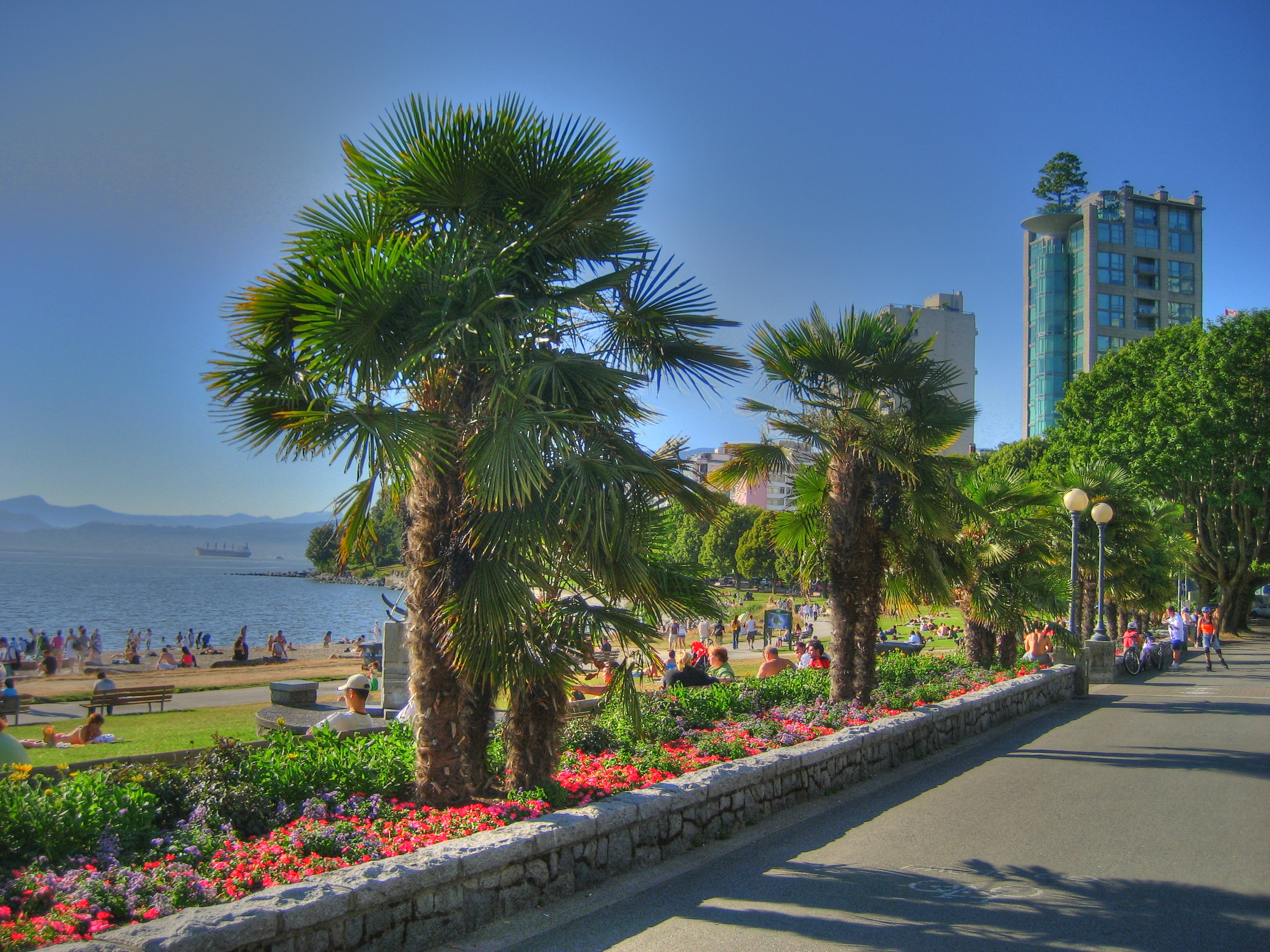
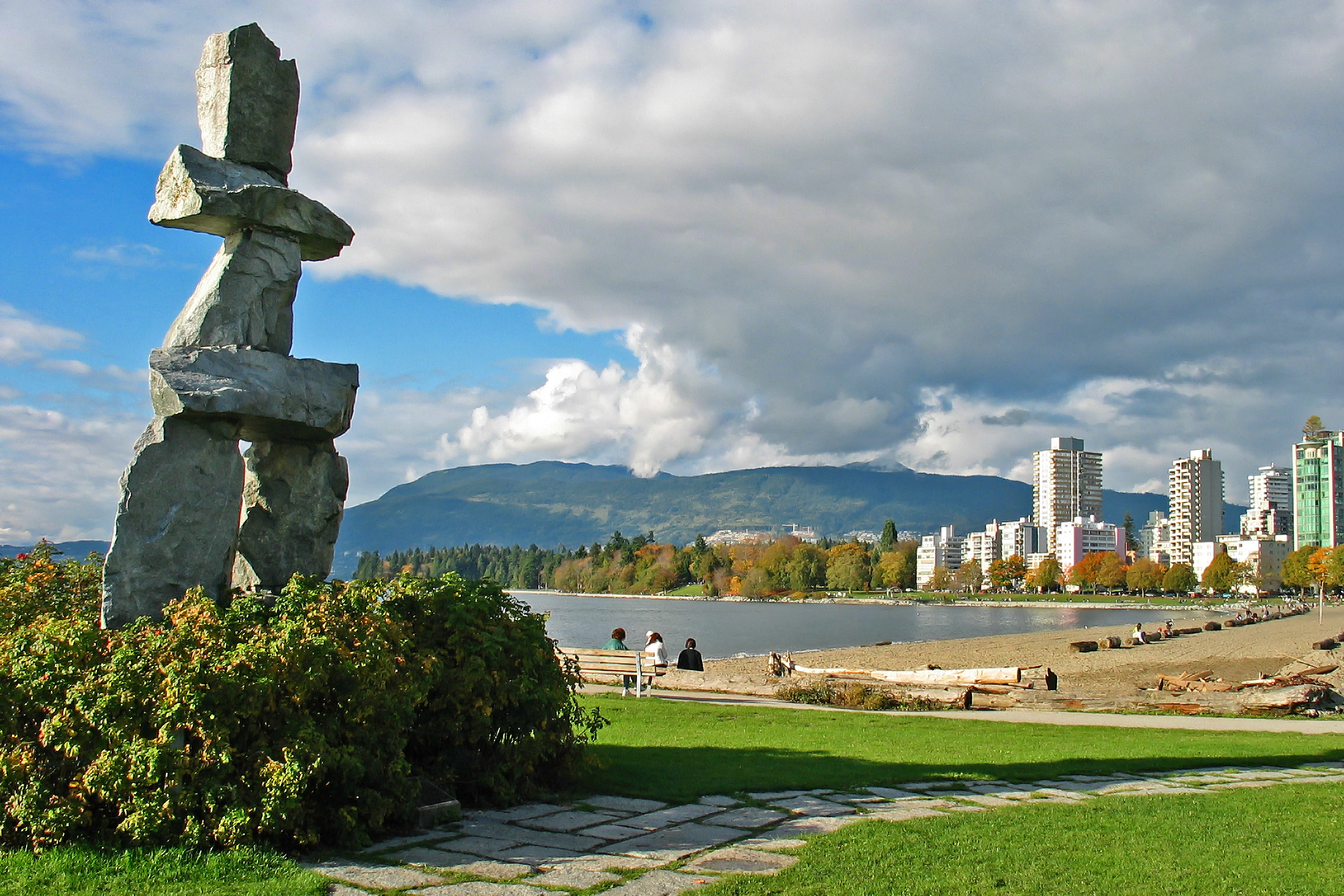